# 마이티 (카드 게임)

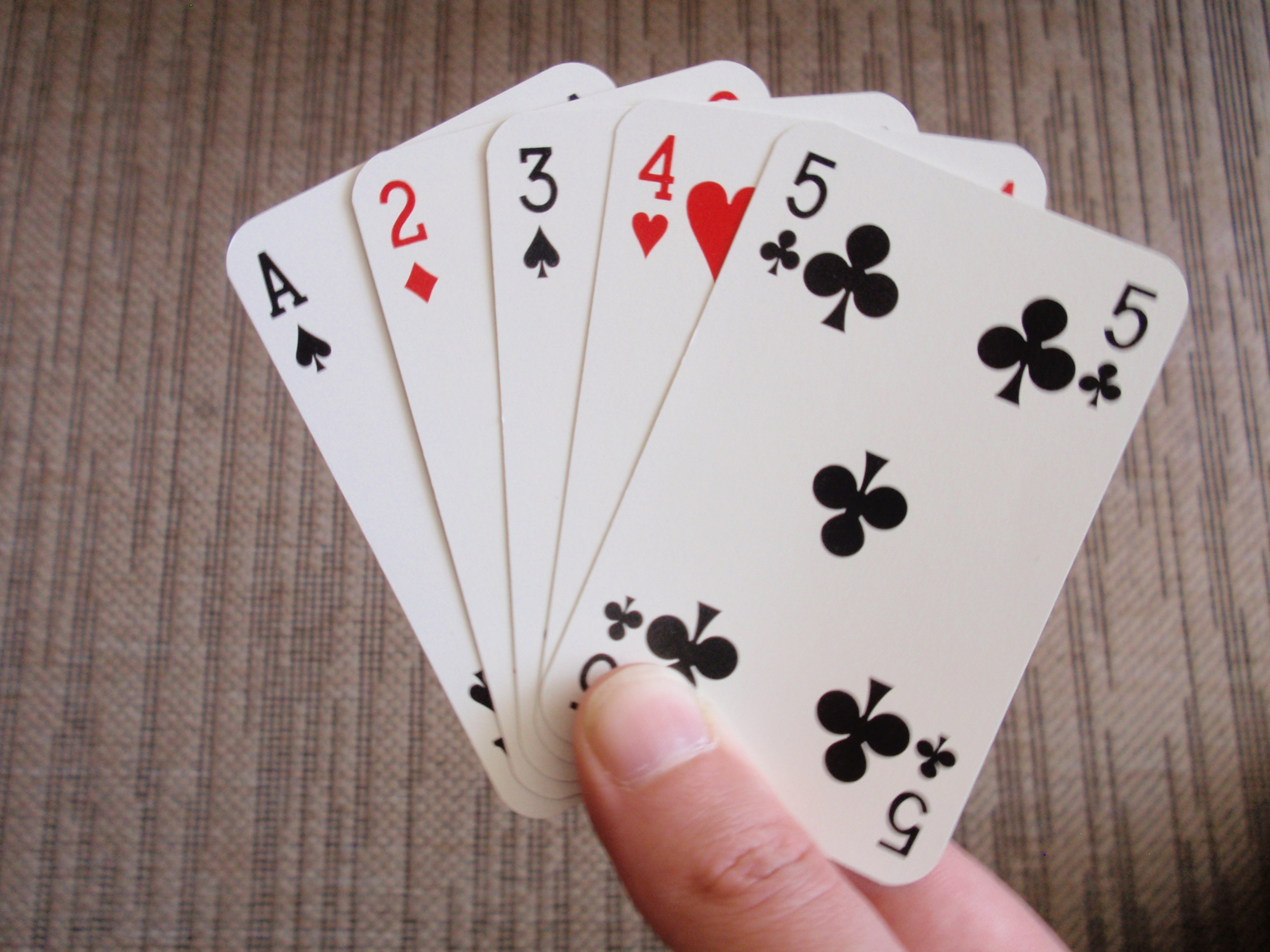

마이티(Mighty)는 트럼프카드를 가지고 하는 트릭 테이킹 카드 게임의 하나이다. 조커 한장을 포함한 총 53장의 카드를 가지고 게임을 한다. 5명의 참가자가 하는 것이 원칙이나, 경우에 따라 7명, 6명, 4명, 3명, 극단적인 변형 규칙을 통해서는 2명이서도 할 수 있다. 1970년대 서울대학교 학생들이 치기 시작했으며, 북미의 몇몇 대학생들도 한다. 주로 영재고나 과고쪽에서 구전으로 규칙이 정해지기 때문에 학교별, 지역별로 규칙이 다르다.

## 게임 용어
한국 마이티 게이머들의 사용하는 용어와, 일반적으로 서양의 트릭 테이킹 카드 게임에서 사용하는 용어를 병기하였다.

### 카드의 종류
카드는 크게, 마이티, 조커, 기루다(트럼프), 점수카드, 조커콜(ripper), 기타 일반 카드의 6가지로 구분된다.
마이티(mighty)어떠한 경우에도 사용될 수 있으며, 어떠한 카드보다도 강한 카드이다. 기본은 스페이드 에이스(♠A)가 마이티로 취급된다.
조커(joker)마이티 다음으로 강한 카드이다.
기루다(trump, 트럼프, 으뜸패)스페이드(spades, ♠), 하트(hearts, ♥), 클럽(clubs, ♣), 다이아몬드(diamonds, ♦) 네 개의 무늬(수트, suit) 중 하나의 무늬(수트, suit)를 지칭한다. 게임 시작 이전 공약(비딩)을 내거는(비딩하는) 과정에서 결정되며, 기루다(트럼프)로 결정된 무늬(수트, suit)의 카드는 마이티, 조커에 이어 강력한 카드가 된다. 기루다(트럼프) 내부에서도 순위가 존재하며, A, K, ..., 3, 2의 순서로 강하다.
점수 카드(point card)각 무늬(수트, suit)의 A, K, Q, J, 10 의 다섯장씩의 카드이며, 총 20장의 카드가 존재한다. 마이티와 기루다(트럼프)의 A, K, Q, J, 10 역시 점수카드에 속하며, 조커는 속하지 않는다.
조커콜(joker hunter 또는 ripper)조커를 강제로 불러내고 무효화시킬 수 있는 권한이 있는 카드이다. 일반적으로 클럽 3(♣3)이다. 조커콜(ripper)로의 기능을 제외하고는 일반적으로 매우 약한 카드의 하나이다. 지역에 따라 조커콜을 총을 쐈다고 하고 조커콜을 당한 조커를 총맞았다고 한다.
일반 카드위의 5가지 경우가 아닌 카드이다. 역시 9, 8, ..., 3, 2의 순서로 강하다.

### 기타 용어
공약(contract)게임 시작전에 이루어지는 선거(determination of partnership) 과정의 일환이다. 선거(determination of partnership)의 목적은 주공(declarer)을 선출하는 것이며, 이는 기루다(트럼프)와 목표 장수를 순서대로 선언(bidding, 비딩)하는 것으로 이루어진다.
주공(declarer, 선언자)대통령이라고도 한다. 한 게임을 이끌어나가는 주된 참가자이다. 게임 시작 전에, 공약을 내거는(비딩하는) 과정을 통해 선출된다.
프렌드(partner, 파트너)숨겨진 주공(declarer) 편의 사용자이다. 주공(declarer)이 선출되고, 3장의 보너스 카드를 처리한 다음, 특정한 카드나 사람을 부르는 것으로 지정된다.
여당(declarer's team, 선언자 팀)주공(declarer)과 프렌드(파트너)를 의미한다.
야당(defenders, 방어자들)여당(declarer's team)을 제외한 나머지 3명의 참가자를 의미한다.
라운드(trick. 트릭)각 사용자가 매 번 카드 한장씩을 사용해가는 과정이다. 카드를 10장씩 가지고 시작하므로 총 10 라운드(트릭)가 존재한다.
선(先, lead)각 라운드(트릭)의 처음 카드를 제시하는 참가자이며, 전 라운드(트릭)의 우승자이다. 전 라운드(트릭)가 존재하지 않는 첫 라운드(트릭)의 선은 항상 주공(declarer)이다.

## 게임 규칙
게임 규칙은 각 지역, 참가자등의 경험에 따라 차이를 보이나, 고스톱의 규칙만큼 많은 차이를 보이는 것은 아니다. 가장 차이를 보이는 것은 조커콜(ripper)의 예외 무늬(수트, suit), 공약(비딩)시 혹은 노 기루다(노 트럼프, no trump, NT)를 포함한 공약(비딩)시의 기본 숫자, 딜 미스의 조건, 노 기루다(노 트럼프, no trump, NT), 노 프렌드(노 파트너, no partner), 런, 백런시의 점수 체계등이며, 게임 전에 합의를 보는 것이 중요하다.

### 카드 분배
카드 섞기(shuffle) 및 분배(deal)는 전 경기의 프렌드(파트너)가 하는 것이 원칙이며, 분배는 일반적인 서양식 카드 놀이의 경우와 마찬가지로 시계 방향으로 이루어진다.. 만약 처음 경기라면 적당한 합의를 통해 섞는 사람을 결정한다.
카드의 분배는 기본 5인 마이티의 경우, 각 사람이 10장씩 가지는 것을 원칙으로 한다. 남은 3장의 카드는 아무도 보지 못하게 테이블 가운데 엎어둔다. 이는 주공(declarer)을 위한 보너스 카드이다. 10장의 카드를 나누는 방법은 임의로 가능하나, 많이 쓰이는 방법의 하나는 1, 2, 3, 4와 같은 분배 방법이다. 즉, 첫 사람에게는 한 장의 카드를, 두 번째 사람에게는 두 장의 카드를, 세 번째와 네 번째 사람에게 각각 세 장과 네 장의 카드를 준 이후에, 다섯 번째 사람에게는 다시 한 장을 주는 것이다. 이 과정을 카드가 세 장 남을 때까지 반복하면, 각 사람은 10장씩의 카드를 가지게 된다(1 + 2 + 3 + 4 = 10 장).

### 선거 과정
이후 선거(determination of partnership) 과정을 거치게 된다. 선거(determination of partnership)는 카드 분배자가 기준이 되어, 시계 방향으로 각 참가자가 순서대로 공약을 선언(비딩)하는 과정이다. 공약(비딩)은 무늬(수트, suit)와 숫자를 나열하는 것으로 이루어지는데, "스페이드 14"와 같은 형태이다. 이는, 스페이드를 기루다(트럼프)로 하며, 점수카드 20장 중 14장을 자신과 프렌드(파트너)가 먹겠다는 의미이다. 만약, 이전의 누군가가 공약을 제시(비딩)하였다면, 자신은 그보다 높은 숫자를 제시하여야 하며, 기루다(트럼프) 무늬(수트, suit)에는 제한이 없다. 패가 좋지 않거나 출마를 원하지 않을 경우 "패스"를 함으로써 주공(declarer)이 되지 않겠다는 의사를 피력할 수 있다. 이러한 선거(determination of partnership)는 누군가가 공약을 선언(비딩)한 이후로 더 이상 높은 숫자를 부르는 참가자가 없을 때까지 계속된다. 단, 한 번 패스를 선언한 참가자는 더 이상 선거(determination of partnership)에 출마할 자격이 없다. 또한, 누군가가 "런", 즉 20장의 모든 카드를 먹겠다는 선언을 하면, 그 순간 선거(determination of partnership)는 종료된다.
선거(determination of partnership) 과정이 끝나면, 주공(declarer)이 선출되며, 권리로서 바닥의 여분의 3장의 카드를 가져온다. 가져온 뒤, 필요 없는 카드 3장을 대신 골라서 바닥에 보이지 않도록 덮어둔다. 이 후, 기루다(트럼프) 변경 과정을 거칠 수도 있다. 이는 바닥의 3장의 카드에 따라 다르며, 기루다(트럼프) 변경시, 공약(비딩)시 제시하였던 점수 카드의 수를 2 증가시켜야 한다. 즉 선거(determination of partnership)시 스페이드 15를 제시하고, 3장의 카드를 교환한 후, 클로버로 바꾸고 싶다면 17장의 점수카드를 먹어야 한다.
3장의 카드 교환 이후에는 프렌드(파트너)를 지명한다. 일반적으로 사람을 직접적으로 지명하지는 않으나, 가끔 지방에 따라, 혹은 환경에 따라 직접적인 지명이 묵인되는 경우도 있다. 대개의 경우, 프렌드(파트너)는 "마이티"와 같은 특정한 카드를 언급함으로써 지정된다. 즉 누가 프렌드(파트너)인가 하는 것은 지명된 카드를 지니고 있는 사람만이 즉각적으로 알 수 있으며, 그 카드가 사용될 라운드(트릭) 이전까지는 심지어 주공(declarer)을 포함한 그 외의 누구도 정확하게 알 수 없다. 그러므로 야당(defenders)은 서로를 프렌드(파트너)로 가정하고 의심할 수밖에 없으며, 주공(declarer)은 프렌드(파트너)의 게임 운영을 가정하는 것이 중요하다. 프렌드(파트너)의 기본 전술은 남들 몰래 주공(declarer)에게 점수 카드를 실어주거나, 혹은 자신이 많은 점수 카드를 먹거나, 혹은 야당(defenders)이 점수 카드를 먹을 경우 이를 방해하는 것이다. 즉, 많은 경우 다른 야당(defenders)을 누르고 점수 카드를 먹는 것이 프렌드(파트너)의 역할이며, 이를 위해 주공(declarer)은 일반적으로 강한 카드를 프렌드(파트너)로 부르게 된다. 가장 많은 경우 "마이티 프렌드(파트너)"나 "조커 프렌드(파트너)"이며, "기루다(트럼프) 에이스" 정도도 자주 불리는 프렌드이며, 주공의 패가 초구의 향방에 크게 좌우되는 패일 경우 "초구 프렌드(초구의 승리자가 프렌드로 지정됨)"를 부르는 경우도 드물게 있다.

#### 예외 규정
- 마이티 변경 규칙 : 일반적으로 마이티는 스페이드 에이스(♠A)이지만, 기루다(트럼프)가 스페이드(♠)일 경우, 스페이드 에이스(♠A)는 일반 기루다(트럼프)로, 대신 다이아몬드 에이스(♦A)가 마이티로 취급된다.
- 조커콜(ripper) 변경 규칙 : 조커콜(ripper)은 일반적으로 클럽 3(♣3)이지만, 클럽(♣)가 기루다(트럼프)일 경우, 하트 3(♥3)나 다이아몬드 3(♦3) 또는 스페이드 3(♠3)이 조커콜(ripper)이 된다.
- 노 기루다(노 트럼프, no trump, NT) : 특정한 기루다(트럼프)를 지정하지 않는 경우이다. 이 경우는 각 라운드(트릭)에서 선이 제시한 카드의 무늬(수트, suit)가 기루다(트럼프)의 역할을 대신하는 것으로 볼 수 있다. 노 기루다(노 트럼프, no trump, NT)일경우, 마이티, 조커를 제외하고는 특별하게 강한 무늬(수트, suit)는 없으며, 이러한 이유로 보다 어렵다. 때문에, 일부 규칙에서는 기본 공약(비드, bid) 숫자를 1 깎아주는 경우도 있다.
- 노 프렌드(노 파트너, no partner) : 3장의 카드 교환 후, 프렌드(파트너)를 따로 선언하지 않는 경우이다. 이 경우, 모든 사람이 처음 라운드(트릭)부터 여당(declarer's team)과 야당(defenders)으로 구분된다. 즉 주공(declarer)은 나머지 4명의 야당(defenders)(평상시에는 3명의 야당(defenders))을 대상으로 경쟁하여야하며, 야당(defenders)간의 심리전이 유발되지 않는다. 이는 게임을 극히 어렵게 하기 때문에, 주공(declarer)은 때로 바닥에 적절한(프렌드(파트너)로 불릴 만큼 강력하지만 자신의 라운드(트릭) 운영을 크게 해치지는 않을 정도의-예컨대 마이티 조커를 들고 기루다(트럼프)가 많을 경우 기루다(트럼프) A를 묻는 경우를 생각해 볼 수 있다) 카드를 버리고 그 카드를 프렌드(파트너)로 불러 야당(defenders)의 혼란과 분열을 노리기도 한다. 노 프렌드(노 파트너, no partner)로 이길 경우, 프렌드(파트너)의 몫까지 주공(declarer)의 차지이며, 대개의 경우, 그 이상으로 점수를 획득할 수 있다. 매우 드문 경우로, 주공이 초구 프렌드를 부른 상황에서 첫 턴을 주공이 가져가게 되어 노 프렌드가 될 수도 있다.

- 딜 미스 : 딜 미스는 10장의 카드를 받은 순간, 카드가 형편없이 좋지 않을 경우, 다시 카드를 섞어 분배하는 과정을 거치는 것이다. 딜 미스를 유발할 수 있는 조건은 지역에 따라 차이를 보이며, 점수 카드(A,K,Q,J,10)를 1점으로 해서 0이하가 되는 경우, 혹은 영문자의 점수 카드는 1점, 10의 경우는 0.5점, 조커는 -1점으로 해서 1미만이 되는 경우에 대개 딜 미스를 선언한다. 하지만 전자가 더 많이 쓰이는 계산법이다.

### 게임 과정
게임은 총 10 라운드(트릭)로 이루어진다. 단, 주공(declarer)에 의해 "셋"이 선언될 경우 그 이하의 라운드(트릭)로 구성될 수도 있다.
매 라운드(트릭)는 "선"이 우선 카드를 제시하며, 시계 방향으로 돌아가며 진행된다. 선은 예외 규정에 정의된 것을 제외한 어느 카드도 사용 가능하지만, 그 후의 사용자는 반드시 선이 제시한 것과 동일한 무늬(수트, suit)의 카드를 제시하여야 한다. 만약 동일한 무늬(수트, suit)의 카드가 없다면, 아무 무늬(수트, suit)의 카드를 제시할 수 있다. 마이티 역시 이러한 무늬(수트, suit)의 구속에서 벗어날 수 없다.
모든 사람이 한 장씩의 카드를 사용했다면, 이제 그 라운드(트릭)의 승자를 가린다. 마이티, 조커(조커콜(ripper)에 의해 끌려나오지 않은 경우), 기루다(트럼프)의 순으로 강하며, 만약 이 모든 것이 나오지 않았다면, 선이 제안한 무늬(수트, suit)에서 높은 순으로 강하다.
기루다(트럼프)가 하트일 경우의 두가지 예는 다음과 같다.
예1) (선)♣10, ♣J, ♣3, ♥2, ♣A
4번째의 참가자가 클로버가 없어 기루다(트럼프) 2를 낸 경우이며, 기루다(트럼프)는 클로버 A를 이긴다.
예2) (선)♣10, ♣J, ♣3, ◆A, ♣4
4번째의 참가자가 클로버가 없어 다이아몬드 A를 낸 경우이지만, 클로버 J가 선이 낸 무늬(수트, suit) 중에 가장 높으며 승자가 된다.
승자가 정해진 다음에 승자는 현재 라운드(트릭)에 나온 모든 점수 카드를 자신의 앞에 가져다둔다. 예1에서는 네 번째의 참가자가 ♣10, ♣J, ♣A의 세 장의 카드를, 예2에서는 두 번째 참가자가 ♣10, ♣J, ◆A의 세 장의 카드를 각각 가지고 온다. 점수 카드가 아닌 카드는 가운데 엎어버린다. 예외적으로 주공(declarer)이 이겼을 경우 따로 가져올 필요가 없이 모든 카드를 가운데 엎어버린다. 이는 모든 점수 카드의 수가 20장이라는 것을 알고 있기 때문에, 야당(defenders)이 먹은 카드의 총 수만 알면, 여당(declarer's team)이 먹은 카드가 계산 가능하기 때문이다.
만약 어떠한 라운드(트릭)에서, 프렌드(파트너)가 밝혀졌다면, 프렌드(파트너)는 밝혀진 즉시, 자신이 이제껏 먹었던 점수 카드와, 이후에 먹는 모든 점수카드를 가운데 엎어버린다. 이 역시 여당(declarer's team)의 점수 카드는 따로 셀 필요가 없는 까닭이다.
이렇게 10 라운드(트릭)가 지났다면, 게임의 승자를 가리게 된다. 만약 주공(declarer)과 프렌드(파트너), 즉 여당(declarer's team)이 주공(declarer)이 공약(비딩)한 수 이상의 점수 카드를 먹었다면 여당(declarer's team)의 승리이며, 아니면 야당(defenders)의 승리이다. 주공(declarer)이 17을 공약으로 내세웠을(비딩했을) 경우, 야당(defenders)이 가진 점수 카드가 총 수가 3장 이하이면, 여당(declarer's team)이 17장 이상을 먹은 것이므로 여당(declarer's team)이 이기는 것이다.
이후 먹은 카드 수를 이용하여 점수 계산을 하게 된다.

#### 예외 규정
- 게임 셋 : 게임 셋은 남아있는 카드 중 가장 높은 카드를 모두 가진 사람이 존재한다면 해당 참가자가 더이상의 라운드(트릭)는 의미가 없다고 선언하는 것이다. 즉, 10 라운드(트릭)가 지나면 자동으로 경기가 종료가 되지만, 그 이전 라운드(트릭)에도, 어떤 플레이어가 남은 카드 중 모든 최고패를 가지고 있다는 것을 확신한다면 게임 셋을 선언할 수 있다. 이후의 모든 라운드(트릭)는 어떠한 경우라도 자신이 반드시 이긴다는 의미이다. 예를 들어, 7 라운드(트릭) 이후 주공(declarer)의 남은 카드가 마이티, 기루다(트럼프) A, 기루다(트럼프) K이라면 주공(declarer)은 게임 셋을 선언할 수 있다. 극단적인 경우, 즉, 마이티, 조커, 기루다(트럼프) A, K, Q, J, 10, 9, 8, 7을 가진 주공(declarer)은 게임 시작과 동시에 한 라운드(트릭)도 하지 않더라도, 게임 셋을 선언할 수 있다. (조커, 마이티, 혹은 일부 기루다(트럼프)가 없더라도 이를 프렌드(파트너)로 부른다면 역시 게임 셋이다. 혹은, 상대적으로 낮은 기루다(트럼프) 몇 장이 없더라도 그 수가 자신의 상대적으로 높은 숫자의 기루다(트럼프) 개수보다 적으면서, 다른 무늬(수트, suit)의 가장 높은 패만 존재한다면 역시 게임 셋이다.)
- 기루다(트럼프) 사용 규칙 : 기루다(트럼프)는 첫 라운드(트릭)시 선(즉, 주공(declarer))이 플레이 할 수 없다. 단 예외로 주공(declarer)의 모든 카드가 기루다(트럼프) 혹은 기루다(트럼프)와 조커일 경우는 사용 가능하다. 그리고 기타의 참가자는 첫 라운드(트릭)라고 하더라도 주공(declarer)이 처음으로 제출한 무늬(수트, suit)가 없을 경우 기루다(트럼프)를 제출할 수 있다. 이후 라운드(트릭)의 기루다(트럼프)의 사용법은 일반 카드의 규칙을 따른다.
- 조커 사용 규칙 : 첫 라운드(트릭) 및 마지막 라운드(트릭)에 나올 경우 효력이 없으며, 또한 라운드(트릭) 시작 카드가 조커콜(ripper)일 경우 강제로 나와야 하며, 이 경우 역시 효력이 없다. 이 외의 경우는 언제나 사용가능하며, 마이티 다음으로 강력한 카드이다. 조커는 특별한 카드의 무늬(수트, suit)가 존재하지 않으므로, 만약 라운드(트릭)의 선이 조커를 제시할 경우, 선은 라운드(트릭)의 무늬(수트, suit)를 결정할 권한이 있다. 예로 선이 조커를 제시하며 스페이드를 부른다면, 해당 라운드(트릭)는 모든 사람이 스페이드를 내어야 한다. 스페이드가 없다면 역시 임의의 무늬(수트, suit)를 제시할 수 있다.
- 조커콜(ripper) 사용 규칙 : 라운드(트릭)의 선이 조커콜(ripper)에 해당하는 카드를 제시하면서 조커콜을 사용할 것을 선언할 경우, 그 라운드(트릭)에는 반드시 조커가 제시되어야 하며, 그 때의 조커는 가장 약한 카드가 된다. 하지만, 조커를 가진 사람이 마이티를 가지고 있다면, 조커대신 마이티를 제시 가능하며(마이티는 언제라도 낼 수 있다). 조커는 다음을 기약할 수 있다. 조커콜(ripper)은 첫 라운드(트릭)에는 플레이 할 수 없으며, 마지막 라운드(트릭)에는 의미가 없다(마지막 라운드(트릭)에서 조커는 항상 의미가 없는 카드이다). 만약 조커콜(ripper)이 선이 아닌 나머지 참가자 중 하나가 제시한 것이라면 조커콜(ripper)로서의 의미가 없으며, 조커는 제시될 필요도 없고, 제시된다면 마이티 다음으로서의 강력함을 여전히 지닌다.

### 점수 계산
점수 계산 방법 역시 지역에 따라 큰 차이를 보인다. 하지만 일반적으로, 공약(비드, bid)을 높게 부르면서 위험을 감수할 경우에 보다 높은 점수를 제공하는 것이 일반적이다. 또한 기본 승리 점수를 계산한 다음에, 주공(declarer)의 경우 이 점수의 두 배를, 나머지 참가자의 경우 한 배를 주고 받는다.
- 일반 계산 - 일반 계산의 경우, 크게 공약(contract)에 의한 점수와 공약(contract)이외의 초과분에 의해 계산된다. 여당(declarer's team)의 승리시, 여당(declarer's team)의 기본 점수는 다음 식과 같다.

여당(declarer's team) 승리점수 = (공약 장수(contract) - 기본장수) × 2 + (여당(declarer's team) 획득 장수 - 공약 장수(bid))
예1) 14장 기본, 16장 공약(contract), 17장 획득시 (16-14) × 2 + (17-16) = 5점.
예2) 14장 기본, 15장 공약(contract), 17장 획득시 (15-14) × 2 + (17-15) = 4점.
이상의 예에서 볼 때, 높은 공약(비딩)을 걸수록, 동일한 장수를 먹더라도 위험을 감수했다는 의미로 보다 높은 점수를 얻게 된다. 이상의 기본 승리점수에 의해, 주공(declarer)은 두명의 야당(defenders)으로부터 각각 5점씩 10점을, 프렌드(파트너)는 나머지 한명의 야당(defenders)으로부터 5점을 획득한다.
야당(defenders)의 승리시, 기본 점수는 다음과 같다.
야당(defenders) 승리점수 = (공약 장수(contract) - 여당(declarer's team) 획득장수)
즉, 15장을 부른 여당(declarer's team)이 13장을 먹었을 경우, 2점이 점수이며, 주공(declarer)은 야당(defenders) 두 명에게 각각 2점을, 프렌드(파트너)는 나머지 한 명에게 2점을 주어야 한다. 지역에 따라 야당(defenders) 점수 계산 식 역시 여당(declarer's team) 점수 계산 식과 동일하게 하는 경우도 있다.
- 예고 런 - 예고런은 공약(비딩) 자체가 20을 부른 것으로, 가장 위험을 많이 감수하는 경우이다. 이 경우는, 보상 측면에서 승리할 경우 2배의 점수를 준다.
- 노 기루다(노 트럼프, no trump, NT) - 노 기루다(노 트럼프, no trump, NT)는 특별하게 강한 무늬(수트, suit)가 없는 경우로, 역시 여당(declarer's team)이 라운드(트릭)를 한 번 질 경우, 다음 라운드(트릭)를 가져오기가 힘이 든다. 이를 보상하는 측면에서 승리할 경우 2배의 점수를 준다.
- 백 런 - 백런은 크게 두 가지를 의미한다. 하나는 여당(declarer's team)의 공약(contract)만큼 야당(defenders)이 먹은 것이다. 다른 하나는 여당(declarer's team)이 자신의 공약(contract)에서 일정 수준의 장수(대략 7장)만큼을 더 잃은 것이다. 즉 15장의 공약(contract)일 경우, 지역에 따라 여당(declarer's team)이 5장을 먹거나, 혹은 8장을 먹는다면 백런이 선언되며, 이 경우는 여당(declarer's team)이 2배의 점수를 물어주어야 한다.

### 변형 규칙
- 6인 마이티 - "킬마"(킬링 마이티)라고도 한다. 한 명이 죽어야 하는 4인 고스톱과 흡사하다. 초반 분배때 10장이 아닌 8장씩 분배하게 되며, 남은 5장의 카드를 아래에 깔아둔다. 동일한 방식의 선거(determination of partnership)를 거치며, 선거(determination of partnership)로 선출된 주공(declarer)은 카드 한 장을 부르며, 해당 카드를 가진 사람은 죽게 된다. 죽은 사람이 가졌던 카드는 남은 5장의 카드와 합해서 주공(declarer)이 아닌 네 명에게 2장씩 분배되며, 주공(declarer)은 5장을 받아 3장의 버릴 카드를 선택한다. 주공(declarer)이 원하는 카드를 얻을 확률이 높아지므로 여당(declarer's team)에게 조금 유리할 수도 있으나, 일반적으로 서로 죽지 않기 위해 공약(비딩)을 높이는 양상을 보인다.
- 7인 마이티 - "킬마"(킬링 마이티)라고도 한다. 두 명이 죽어야 하는 5인 고스톱과 흡사하다. 초반 분배때 10장이 아닌 7장씩 분배하게 되며, 남은 4장의 카드를 아래에 깔아둔다. 동일한 방식의 선거(determination of partnership)를 거치며, 선거(determination of partnership)로 선출된 주공(declarer)은 카드 두 장을 부르며, 해당 카드를 가진 사람은 죽게 된다. 죽은 사람이 두명보다 적게 되면 새로 또 카드를 불러 두명을 죽인다. 죽은 사람이 가졌던 카드는 남은 4장의 카드와 합해서 주공(declarer)이 아닌 네 명에게 3장씩 분배되며, 주공(declarer)은 6장을 받아 3장의 버릴 카드를 선택한다. 주공(declarer)이 원하는 카드를 얻을 확률이 높아지므로 여당(declarer's team)에게 조금 유리할 수도 있으나, 일반적으로 서로 죽지 않기 위해 공약(비딩)을 높이는 양상을 보인다.
- 유령 마이티 - 5인 마이티와 동일하나, 대신 사람이 없는 장소의 10장은 유령이 한다고 하며, 매 순서 그냥 아무 장이나 뒤집는다. 유령이 선이 아닌 경우, 같은 무늬(수트, suit)를 내어야 한다는 조건 역시 예외이다. 이러한 이유로 유령 마이티는 기루다(트럼프)를 외우는 등의 전략이 무효화 된다.
- 4인 마이티 - 조커 한 장과 각 무늬(수트, suit)의 5-A까지의 및 조커콜(ripper)과 대체 조커콜(ripper)을 포함한 총 43장의 카드를 이용해서 한다. 각 참가자에게는 10장씩 분배한다. 여당(declarer's team)과 야당(defenders)의 2대2 싸움이기 때문에 여당(declarer's team)에게 상당히 유리하며, 따라서 기본 공약(bid)을 높이고 조커를 프렌드(파트너)로 지목하지 못하는 페널티를 가지기도 한다. 조커를 프렌드(파트너)로 지목하지 못할 때 주공(declarer)이 조커콜(ripper)을 가지고 있는 경우 조커콜(ripper)을 사용하는 턴을 위해 클로버 에이스(혹은 대체 조커콜(ripper) 무늬(수트, suit)의 에이스)를 프렌드(파트너)로 선호하기도 한다.
- 3인 마이티 - 조커 한 장과 각 무늬(수트, suit)의 7-A까지의 총 33장으로 하며, 각 10장씩 가지고 경기한다. 이 경우는 프렌드(파트너)가 존재하지 않으며, 처음부터 여당(declarer's team)과 야당(defenders)이 나뉜다. 조커콜(ripper)은 3이 아닌 7이 대신한다. 여당(declarer's team)이 불리하기 때문에 기본 공약(bid)을 낮추기도 한다.
- 2인 마이티 - 그림카드와 조커콜(ripper), 대체 조커콜(ripper), 조커로 23장으로 한다. 프렌드(파트너)는 없다.
- 2인 마이티의 변형 - 4인 마이티와 마찬가지로 43장의 카드를 사용하며, 선거(determination of partnership)를 시작하기 전에 한 사람씩 번갈아가며 뒤집어진 카드 뭉치의 두 장 중 한 장씩을 선택해가며 자신이 원하는 패를 만들어 나가는 방식이다. 카드를 선택할 때는 처음 한 장을 보고 마음에 들면 가져가고 다음 장을 보지 않고 버린다. 마음에 들지 않을 경우는 그 카드를 버리고 무조건 다음 카드를 가져간다. 선택이 끝나면 각각 10장의 카드를 손에 들게 되고, 20장의 카드는 버려지게 된다. 버려진 카드가 무엇인지를 예측하는 전략이 가미될 수 있다.
- 허니문 마이티 - 4인 마이티와 동일하나 두 사람이 하며, 프렌드(파트너)는 따로 지정하지 않고 사람이 없는 곳은 다 보여주고 한다. 순서는 선→선과 같은팀→상대(하는사람→하는사람,안하는사람→안하는사람)→상대와 같은팀

## 전술
마이티의 묘미는 프렌드(파트너)가 밝혀지기 전까지 야당(defenders)이 서로 불신하며 공격하는 것과, 프렌드(파트너)가 밝혀졌을 순간의 배신감 및 좌절, 또한 무력한 주공(declarer)에의 희열감 등이다. 이를 위해서는 보편적인 전술을 통해 여당(declarer's team)은 야당(defenders)을, 야당(defenders)은 여당(declarer's team)을 서로 공격해야 한다.

### 기본 전술
- 기루다(트럼프) 빼기 - 기루다(트럼프)는 마이티와 조커, 두 장의 예외적인 카드 및 같은 기루다(트럼프)의 보다 높은 숫자를 제외하고는 가장 강한 카드이다. 즉, 기루다(트럼프) 2는 마이티, 조커, 기타 기루다(트럼프)를 제외한 나머지 39장의 카드보다 강하다. 그러므로 여당(declarer's team)이 아무리 높은 숫자를 가지고 라운드(트릭)를 시작한다고 하더라도, 그 무늬(수트, suit)가 없는 야당(defenders)이 기루다(트럼프) 2와 같은 패를 낸다면 질 수밖에 없는 것이다. 이는, 여당(declarer's team)이 보다 안전한 경기 운영을 위해, 야당(defenders)의 모든 기루다(트럼프)를 빼앗는 것을 최우선목표로 할 수밖에 없도록 한다. 즉, 주공(declarer)은 첫 라운드(트릭)를 반드시 자신이 먹어야 하며, 선이 낸 무늬(수트, suit)를 모두 내야하는 원칙을 이용하여 두 번째 라운드(트릭)부터 야당(defenders)의 기루다(트럼프)를 사용할 수밖에 없도록 해야한다. 조커를 이용하는 것 역시 좋은 수단이다.
- 마공 - 마이티 공격. 일반적으로 마이티는 가장 강한 카드이며, 주공(declarer)이 가지고 있거나, 없을 경우 마이티 프렌드(파트너)를 통해 적어도 여당(declarer's team)이 가지고 있게 되므로, 야당(defenders)의 우선 목표 중의 하나는 여당(declarer's team)의 강한 카드인 마이티를 제거해버리는 것이다. 마이티 역시 무늬(수트, suit)를 지니고 있고, 선이 제시한 무늬(수트, suit)와 동일한 무늬(수트, suit)를 반드시 내어야 한다는 원칙에서 볼 때, 동일 무늬(수트, suit)가 마이티 한 장 뿐일 경우를 만들어서 마이티를 쓸데 없는 곳에 사용하게 만드는 전략이다. 예를 들어, 하트 기루다(트럼프) 경우에, 초반 야당(defenders)이 스페이드 K과 같은 것을 내는 것과 같은 전술이다. 초반이므로 모두 스페이드를 가지고 있다고 가정할 수 있으며, 마이티가 아니면 반드시 야당(defenders)이 승리하는 라운드(트릭)가 되는 것이다. 단 이 경우, 마이티를 가진 사람이 조커마저 가지고 있다면, 조커를 통해 무력화 시킬 수 있다. 반대로, 야당(defenders)이 조커를 이용해 마이티의 무늬(수트, suit)를 부르는 것으로 마공을 할 수도 있다.
- 초구 선택 - 주공(declarer)의 경우 모든 카드가 기루다(트럼프)인 것과 같은 극히 예외적인 경우를 제외하고는 항상 첫 라운드(트릭)를 기루다(트럼프) 이외의 카드를 제시하는 것으로 시작할 수밖에 없다. 또한 조커 역시 첫 라운드(트릭)에 제시할 수 없으며, 마이티 역시 그다지 효율적인 사용이 아니므로, 첫 라운드(트릭)는 기루다(트럼프), 조커, 마이티를 제외한 카드를 사용해야한다. 하지만, 첫 라운드(트릭)를 주공(declarer)이 이겨야 두 번째 라운드(트릭)부터 기루다(트럼프)를 뽑아낼 수 있으며, 상대방의 마공을 막을 수 있다. 즉 주공(declarer)의 경우, 첫 번째 라운드(트릭)를 반드시 이기기 위한, 기루다(트럼프)가 아닌 무늬(수트, suit)의 A나 혹은 스페이드 K등에 준하는 높은 카드를 가지고 있어야 하며, 그렇지 않을 경우, 첫 번째 라운드(트릭)부터 위험을 감수해야한다. 극단의 경우, 초구에 약한 카드를 버리는 것을 통해 마이티와 같은 프렌드(파트너)를 밝힘으로서 전략적인 운용을 하기도 한다.

### 고급 전술
- 기루다(트럼프) 외우기 - 보다 고급 마이티를 즐기려는 사람에게 필요하다. 즉, 여당(declarer's team)은 야당(defenders)의 기루다(트럼프)를 뽑는 것이 목표이지만, 얼마나 나왔는지 모르는 상황에서는 자신의 기루다(트럼프)를 낭비할 경우가 있다. 주공(declarer) 및 프렌드(파트너)가 외우는 것이 필수이며, 야당(defenders) 역시 외우는 것이 도움이 된다. 초보 때에는 자신이 가진 것보다 높은 기루다(트럼프)의 개수를 외우는 것부터 시작하며, 이후 기루다(트럼프)의 점수 카드 중 나온 것, 마지막으로는 모든 구체적인 기루다(트럼프)의 정보를 외워야 한다.
- 무늬(수트, suit) 외우기 - 이 전략은 선이 제시한 카드 무늬(수트, suit)가 없을 경우, 아무 무늬(수트, suit)나 낼 수 있다는 것에 근거한다. 즉, 프렌드(파트너)가 선일 경우, 주공(declarer)이 어떠한 무늬(수트, suit)가 없는지 이전 라운드(트릭)까지 외운 다음에, 없는 무늬(수트, suit)를 제시한다. 만약 해당 패가 해당 무늬(수트, suit)에서 가장 높은 패로, 프렌드(파트너)가 이기는 라운드(트릭)임이 분명하다면, 주공(declarer)은 필요없는 약한 패를 해당 라운드(트릭)에 소모할 수 있다. 또한 프렌드(파트너)가 이기지 못하는 판이라면, 주공(declarer)은 약한 기루다(트럼프)를 사용해서 라운드(트릭)를 이길 수 있다. 반대로, 야당(defenders) 역시, 이때까지 주공(declarer)이 낸 카드의 무늬(수트, suit)를 기억함으로써, 주공(declarer)이 어떤 카드가 더 이상 있을 수 있는지, 없는지 추측할 수 있으며, 이를 이용해, 주공(declarer)의 기루다(트럼프)를 빼앗는다든지, 혹은 마이티나 조커와 같은 강한 카드를 공격할 수 있다. 이상의 경우와 같이, 주공(declarer)이 어떤 무늬(수트, suit)를 내었는지만 기억해도 일반적으로 충분하다. 이를 잘 이용할 경우, 게임 후반으로 갔을 때, 남들이 없는 무늬(수트, suit)의 카드를 냄으로써 라운드(트릭)를 이기는 것도 가능하다.
- 점수 카드 외우기 - 점수 카드는 총 20장으로, 이 외의 카드는 아무리 먹어도 점수가 되지 않는다. 이를 근거로 이제껏 나온 점수 카드를 외워두는 것이다. 많은 경우, 개수만 외우면 충분하지만, 특정 무늬(수트, suit)의 점수 카드가 나오지 않았다는 것을 구체적으로 알고 있다면, 조커를 사용해서 해당 무늬(수트, suit)를 부름으로서 점수 카드만 뽑아낼 수도 있다. 조커를 사용한 이 전략은 후반으로 갈수록 유용하나, 그 이전의 조커콜(ripper)에 의해 조커가 위험해질 확률이 높다.